# Melanchthonhaus Wittenberg

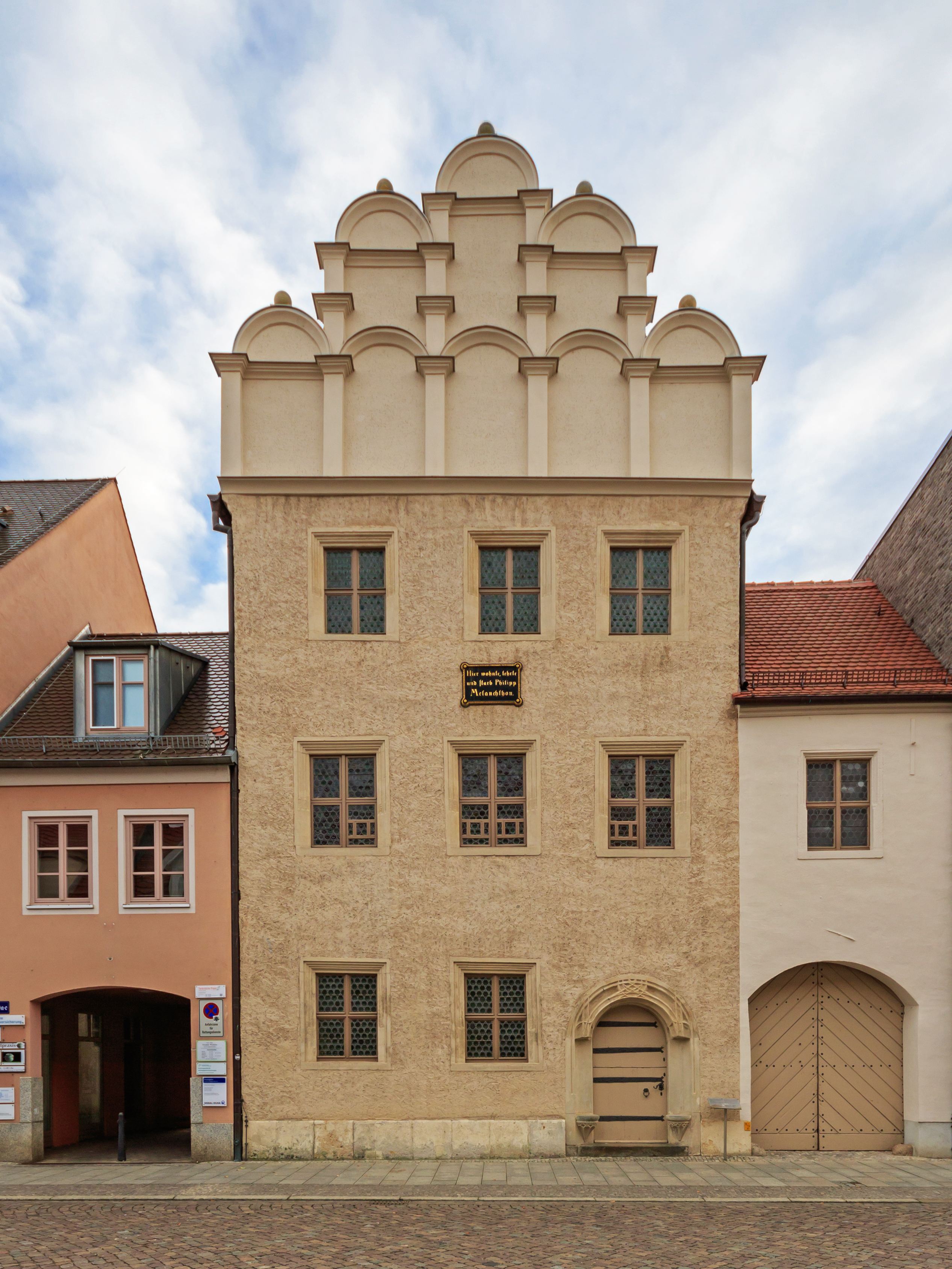
Melanchthonhaus Wittenberg

Das Melanchthonhaus in Lutherstadt Wittenberg gilt als eines der schönsten Bürgerhäuser der Stadt. Das Renaissancebauwerk mit seinen spätgotisch gefassten Fenstern und dem rundbogigen gestaffelten Giebel beherbergt das möblierte Studier- und Sterbezimmer Philipp Melanchthons, in dem er und seine Familie lebten.
Seit 1954 dient das Haus als Museum, in dem man Philipp Melanchthons Leben und Wirken der Öffentlichkeit zugänglich macht. Dabei werden in einer bauwerkszurückhaltenden Authentizität Bilder, Drucke und Handschriften von Melanchthon und seinen Zeitgenossen gezeigt. Seit 1996 ist das Melanchthonhaus als Bestandteil der Reformationsstätten der Lutherstadt Wittenbergs Weltkulturerbe der UNESCO.

## Geschichte
Philipp Melanchthon erhielt 1518 die Berufung zur Professur in Wittenberg. Nach seiner Heirat mit Katharina Krapp am 25. November 1520 bezogen beide das Grundstück Collegienstraße 62. Zunächst bestand auf dem Grundstück ein zusehends verfallendes Lehmbauhaus, das Melanchthon auch „Bude“ nannte.
Als Melanchthon 1536 aus Wittenberg fortzuziehen drohte, erbaute man ihm auf Kosten des Kurfürsten Johann Friedrich I., des Großmütigen, und der Universität das neue dreigeschossige Gelehrtenhaus mit dem großen anschließenden Garten. Dies bewog ihn 1537 in Wittenberg zu bleiben, da ihn der Besitz in den Stand eines Vollbürgers mit den dazugehörenden Rechten erhob und das Haus aufgrund der Anbindung an das Röhrwassersystem schon 1556 über fließendes Wasser verfügte.
Nach Melanchthons Tod am 19. April 1560 wurde das straßenseitig gelegene Wohn- und Sterbezimmer angeblich schwarz getüncht und das Haus diente im weiteren Verlauf als Professorenwohnung der Universität. Zwischen 1796 und 1808 wurden neben einem bereits bestehenden Hofgebäude Ställe für Pferde und Schweine erbaut. 1810 wurde das Wohn-, Studier- und Sterbezimmer hergerichtet und zur Besichtigung geöffnet. 1845 wurde das Gebäude aus Privatbesitz an den preußischen Staat verkauft und einer Renovierung unterzogen. Dabei wurden Wandmalereien im zweiten Obergeschoss freigelegt und ein Fenster mit mittelalterlichen runden Butzenscheiben nachgebaut.
Bei weiteren Instandsetzungsarbeiten 1897 wurden weitere Malereien im Sterbezimmer gefunden. Da diese nur noch in Fragmenten erhalten waren, entschloss man sich zu Nachschöpfungen. Seit jener Zeit hat das Gebäudeinnere prinzipiell das heutige Erscheinungsbild. Am 16. April 1945 zerstörten die Bomben eines Luftangriffes das östliche Nachbarhaus (Collegienstraße 59) und die Druckwelle auch die Hofgebäude des Melanchthonhauses, deren Reste danach entfernt wurden. 1954 wurde im Melanchthonhaus das Heimatmuseum eingerichtet. Dessen Leiter war ab 1956 der Historiker und Heimatforscher Heinrich Kühne.

## Museum zu Leben und Wirken Melanchthons
Eine eigenständige museale Einrichtung, die das Leben und Wirken Philipp Melanchthons der Öffentlichkeit zugänglich machte, wurde 1967 durch die städtische Kulturverwaltung initiiert. Ab 1983 (Lutherjubiläum) entwickelte sich das Melanchthonhaus als Gegengewicht zur Lutherhalle und stellte vor allen Dingen den Humanisten Melanchthon in den Vordergrund. Für eine grundlegende Umgestaltung war das Museum von 1995 bis 1997 geschlossen. Ein Leitsatz für die neue Dauerausstellung war der Leitsatz Melanchthons „Ad fontes“ („zu den Quellen“, d. h. zurück zu den Urtexten von Glaube und Humanismus).